# سازمان هدفمندسازی یارانه‌ها
سازمان هدفمندسازی یارانه‌ها یک سازمان دولتی وابسته به سازمان برنامه و بودجه کشور است که وظایف ناشی از قانون هدفمندکردن یارانه‌ها و مدیریت وجوه موضوع این قانون را بر عهده دارد.

## پیشینه
در پی تصویب قانون هدفمندکردن یارانه‌ها توسط مجلس و براساس مادهٔ ۱۵ آن، سازمان هدفمندسازی یارانه‌ها با ماهیت شرکت دولتی در سال ۱۳۸۹ تأسیس گردید و اساسنامهٔ آن به تصویب هیئت وزیران رسید.
در ۲۷ آذر ۱۴۰۰ از نشان سازمان رونمایی شد. در این نشان، رنگ قرمز و سفید و سبز نشانگر پرچم جمهوری اسلامی ایران و نوار نارنجی نشانگر پوشش هدفمند برنامه‌های حمایتی این سازمان است.

## ارکان سازمان
ارکان سازمان عبارتند از: مجمع عمومی، هیئت‌مدیره، مدیرعامل و بازرس (یا بازرسان). ترکیب مجمع عمومی شامل رئیس سازمان برنامه و بودجه (رئیس مجمع) و وزرای وزارت‌خانه‌های اقتصادی می‌باشد.

## سامانه‌ها
- سامانه اعلام نیاز یارانه نقدی (سامانه رفاهی)

## مدیران عامل سازمان
- بهروز مرادی (مرداد ۱۳۸۹ تا آبان ۱۳۹۱)[۵]
- حمید عسگری (آبان ۱۳۹۱ تا آبان ۱۳۹۲)[۶]
- اکبر ایزدی (آبان ۱۳۹۲ تا فروردین ۱۳۹۹)[۷]
- محمدحسین صابر (فروردین ۱۳۹۹ تا اسفند ۱۳۹۹)[۸]
- امید حاجتی (اسفند ۱۳۹۹ تا فروردین ۱۴۰۱)[۹]
- مجید پارسانیا (فروردین ۱۴۰۱ تا تیر ۱۴۰۲)[۱۰]
- علی عسگری (تیر ۱۴۰۲ تا فروردین ۱۴۰۳)
- محمود ملکوتی‌خواه (فروردین تا آبان ۱۴۰۳)
- حسن نوروزی (آبان‌ ۱۴۰۳ تاکنون‌)